# NGC 2303
NGC 2303 é uma galáxia elíptica (E) localizada na direcção da constelação de Auriga. Possui uma declinação de +45° 29' 36" e uma ascensão recta de 6 horas, 56 minutos e 17,4 segundos.
A galáxia NGC 2303 foi descoberta em 24 de Novembro de 1886 por Lewis A. Swift.